# Hochschule für Bildende Künste–Städelschule
Die Hochschule für Bildende Künste–Städelschule ist eine Kunsthochschule in Frankfurt am Main.

## Geschichte bis 1945
Der Bankier und Kaufmann Johann Friedrich Städel bestimmte in seinem Testament, dass sein Vermögen, darunter eine Kunstsammlung, im Falle seines Todes auf eine Stiftung übergehen solle:

„Meine Sammlung von Gemählden, Handzeichnungen, Kupferstichen und Kunstsachen […] soll die Grundlage eines zum besten hiesiger Stadt und Bürgerschaft hiermit von mir gestiftet werdenden Städelschen Kunstinstituts seyn. […] Zugleich aber verordne ich, daß Kinder […] welche sich den Künsten und Bauprofessionen widmen wollen, zur Erlernung […] die nöthige Unterstützung […] um sich zu nützlichen und brauchbaren Bürgern und Künstlern zu bilden, aus diesem meinem Kunstinstitut erhalten sollen.“

1817, ein Jahr nach Johann Friedrich Städels Tod, nahm die Stiftung ihre Arbeit als Städelsches Kunstinstitut auf, welches eine Kunstschule und eine Galerie als Schausammlung umfassen sollte. Sie vergab Stipendien, richtete den Unterricht für elementares und architektonisches Zeichnen ein und machte die Sammlung Johann Friedrich Städels der Öffentlichkeit zugänglich.
1829 wurden Klassen für Malerei und Bildhauerei besetzt. Dem vorangegangen war ein jahrelanger Rechtsstreit mit Johann Friedrich Städels Verwandtschaft in Straßburg, der mit einem Vergleich endete. 1830 wurde der Nazarener Philipp Veit, der zuvor in Rom wirkte, nach Frankfurt berufen. Im gleichen Jahr beschloss die Administration der Stiftung, dass sich die „Kunstanstalt des Städel'schen Kunstinstituts […] in zwei Hauptabteilungen…“ teilen solle, „… nämlich in die Kunstsammlung und die Lehranstalt“. Veit wurde Direktor der Kunstsammlung und zugleich Professor für Historienmalerei an der Schule. 1850 wurde Eduard Jakob von Steinle sein Nachfolger in der Leitung der Klasse.
Zunächst nutzte das Institut ein Gebäude in der Neuen Mainzer Straße, in dem sich sowohl Museum als auch Kunstschule befanden. Im Jahr 1878 zog das Institut um nach Sachsenhausen in neue Galeriegebäude mit angeschlossener Städelschule. Die Malerei wurde ab 1895 von Eugen Klimsch und anschließend von Wilhelm Trübner geleitet.
Zusammenschluss und Teilauflösung
Während der Zeit des Neuen Frankfurt in den 1920er Jahren wurde das Städelsche Kunstinstitut mit der 1878 gegründeten Kunstgewerbeschule Frankfurt fusioniert und umfasste fortan die Bereiche Malerei, Architektur und Design. Der Zusammenschluss wurde vom Rektor Fritz Wichert und vom Professor für Malerei Albert Windisch umgesetzt. Zu jener Zeit vereinte das Institut konservative wie progressive Strömungen gleichermaßen. 1933, infolge der politischen „Säuberung“ durch die Nationalsozialisten, musste Willi Baumeister seine Professur für Gebrauchsgrafik, Typografie und Stoffdruck aufgeben. Albert Windisch übernahm Baumeisters Kurse und Studenten. Ebenso unterrichtete der 1933 pensionierte Johann Vincenz Cissarz aufgrund von Personalmangel weiter. Die Schule erhielt staatliche Aufträge, darunter die künstlerische Gestaltung des Olympiadorfs in Berlin zu den Olympischen Spielen 1936. Hugo Bäppler, Albert Windisch und Franz Karl Delavilla leiteten die Ausführung dieses Projekts.
Im Mai 1942 wurde die Schule durch ministeriellen Erlass zur Staatlichen Hochschule für bildende Künste – Städelschule ernannt. Die Schule verlor den Bereich Design, den sie mit der Kunstgewerbeschule erhalten hatte.

## Gegenwart

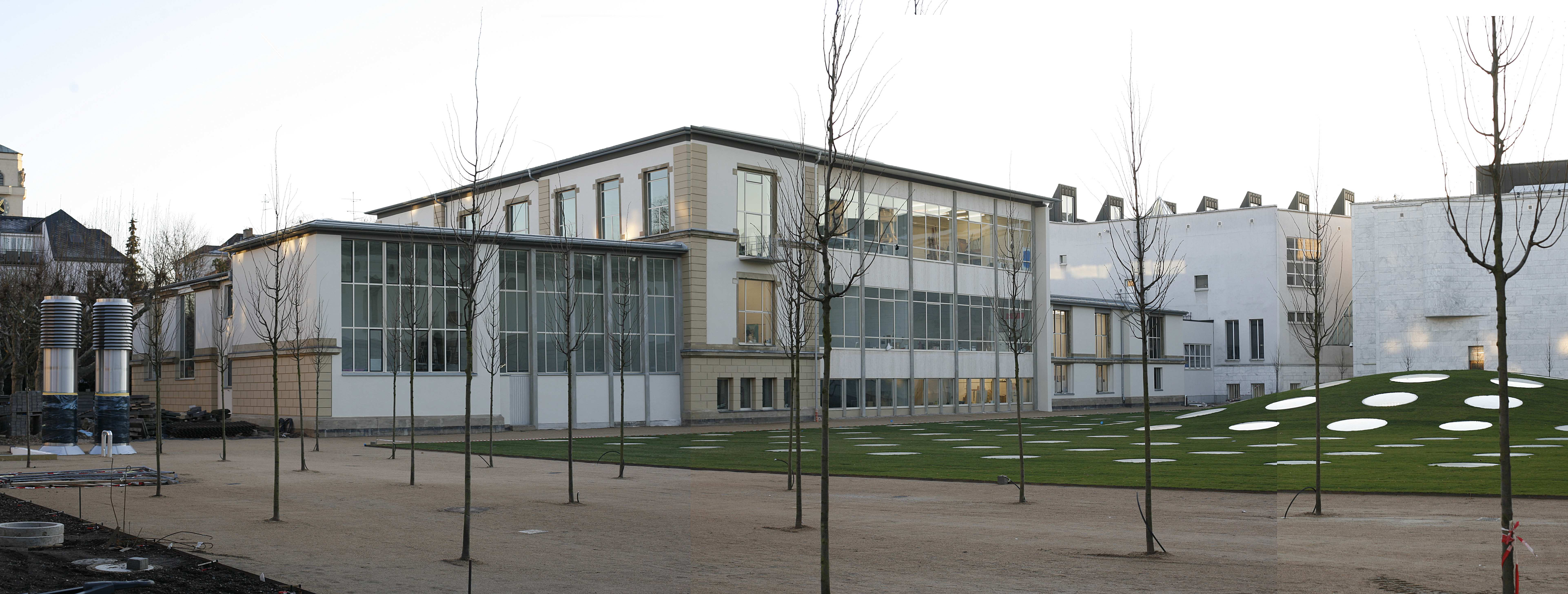
Städelschule, Hauptgebäude

Aus dem Institut mit Museum und Schule entwickelten sich zwei unabhängig arbeitende Institutionen. Heute befindet sich die Schule in der Dürerstraße 10, auf der Südseite des Museumsgeländes. Werkstätten und Ateliers befinden sich darüber hinaus noch in der Daimlerstraße im Frankfurter Osthafen.

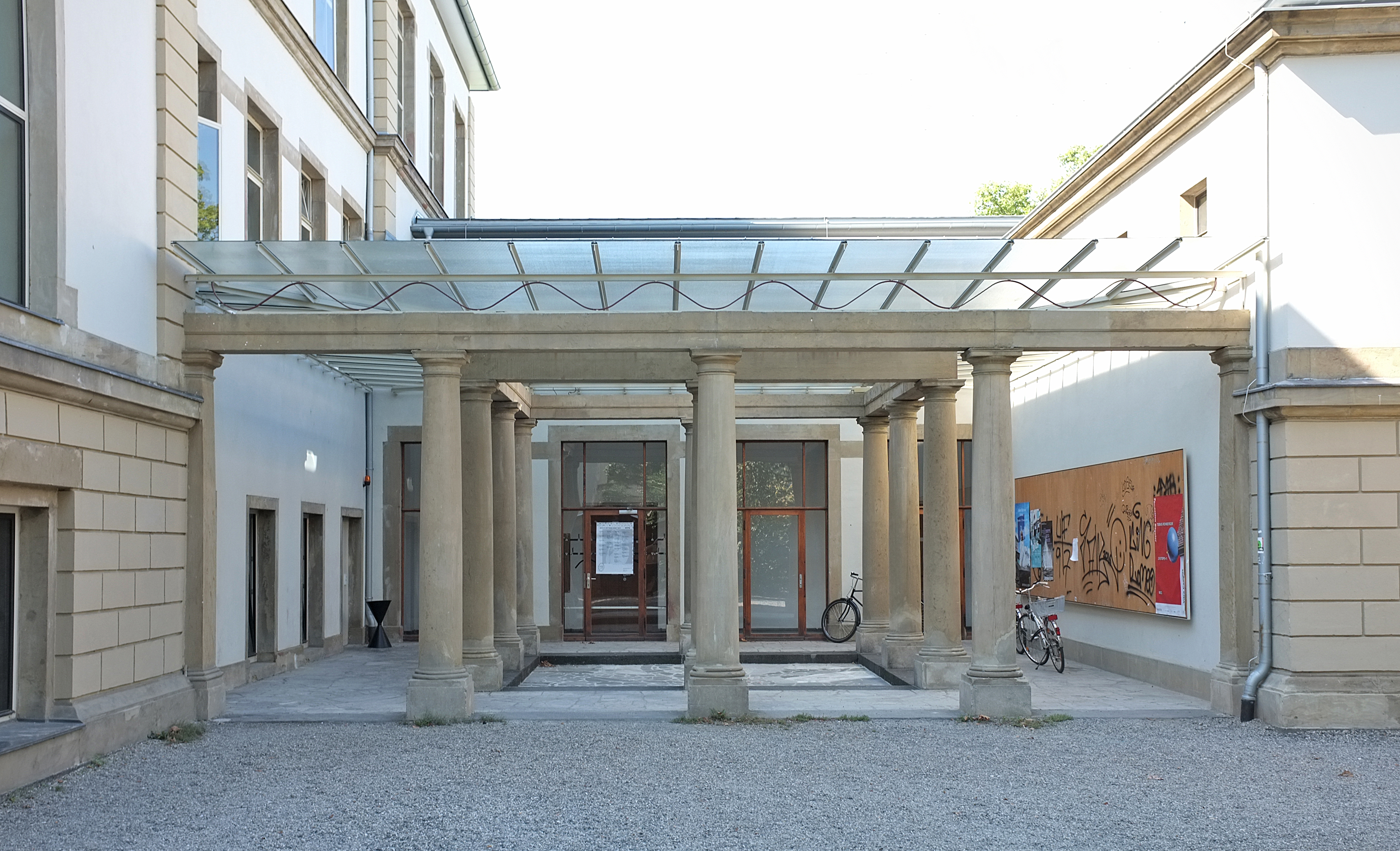
Städelschule, Haupteingang Dürerstraße

Im Jahr 1987 gründete der damalige Rektor Kasper König die Ausstellungshalle Portikus als Bestandteil der Städelschule. Er war zunächst im namensgebenden Portikus der kriegszerstörten Alten Stadtbibliothek und dann von 2002 bis 2006 im Leinwandhaus am Weckmarkt untergebracht. 2006 wurde ein neues Gebäude auf der Maininsel westlich der Alten Brücke eingeweiht.
Von 1989 bis 1994 existierte an der Städelschule das Institut für Neue Medien (INM), welches von Peter Weibel geleitet wurde. Dort beschäftigte man sich mit experimenteller Kunst und untersuchte die Video-, Audio-, Computer- und Grafiktechnik auf ihre Verwendbarkeit im künstlerischen Bereich.
Im Jahr 2000 wurde Daniel Birnbaum Rektor der Städelschule. Birnbaum verließ seine Position zum 30. September 2010. Zu seinem Nachfolger wurde vom Konvent der Architekt, Kurator und Kunsttheoretiker Nikolaus Hirsch gewählt. Ihm folgte 2014 der Kunsthistoriker Philippe Pirotte. Von 2020 bis 2024 stand Yasmil Raymond als erste Rektorin in der Geschichte der Städelschule an der Spitze der Institution. Ihre Amtszeit endete im Juli 2024. Im Oktober 2024 übernahm Barbara Clausen die Leitungsfunktion der Institution.
Wie im März 2016 bekanntgegeben, trägt ab 2016 das Land Hessen einen stetig wachsenden Zuschuss zu den Kosten des Betriebs der Hochschule bei, die nach einer Übergangsphase im Jahr 2019 in die Trägerschaft des Landes überging.  Seit der Übernahme der Trägerschaft lautet der Name der Institution „Hochschule für Bildende Künste–Städelschule“.

## Programm
Neben dem Bard College (NY) ist die Städelschule die einzige Kunstakademie, die in dem vom Kunstmagazin ArtReview herausgegebenen Ranking „Power 100“ aufgeführt wird. Neben dem Studium Freier Bildender Kunst wird auch der Master-Studiengang Curatorial Studies angeboten.

## Professoren (Auswahl)
| - Peter Angermann (1996–2002) - Willi Baumeister (1928–1933) - Monika Baer (1999, 2013–2018, seit 2020) - Thomas Bayrle (1975–2004) - Max Beckmann (1925–1931) - Daniel Birnbaum (seit 2000, Rektor 2000–2010) - Ben van Berkel (2001–2016) - Günter Bock (1972–1983) - Karl Bohrmann (1972–1980) - Albert Burkart (1949–1963) - Barbara Clausen (seit 2024, Rektorin) - Peter Cook (1984–2003) - Michael Croissant (1966–1990) - Franz Karl Delavilla (1931–1950) - Christian Dell (1926–1931) - Willem de Rooij (seit 2006) - Felix Droese (1986) - Ayşe Erkmen (2001–2006) - Paul Eliasberg (1966–1970) - Peter Fischli (2013–2018) - Benjamin Foerster-Baldenius (2022–2025) - Isa Genzken (1992) - Ludger Gerdes (1990–1992) - Johann Georg Geyger (1965–1986) - Dan Graham (1993–1994) | - Isabelle Graw (seit 2001) - Friedrich Christoph Hausmann (1892–1905) - Wilhelm Heise (1943–1953) - Georg Herold (1992–1999) - Nikolaus Hirsch (Rektor 2010–2013) - Judith Hopf (seit 2008) - Jörg Immendorff (1990–1996) - Raimer Jochims (Rektor 1971–1985) - Hassan Khan (seit 2018) - Martin Kippenberger (1991–1992) - Per Kirkeby (1988–2003) - Margarethe Klimt (1929–1945) - Kasper König (1988–2000, Rektor 1989–2000) - Johannes Krahn (1954–1970) - Michael Krebber (2004–2016) - Dieter Krieg (1971–1978) - Christian Kruck (1953–1985) - Peter Kubelka (1978–2000, Rektor 1985–1988) - Mark Leckey (2004–2010) - Georg Meistermann (1954) - Hans Mettel (1947–1966, Rektor 1950–1956) - Enric Miralles (1990–2000) - Christa Näher (1987–2014) | - Hermann Nitsch (1989–2003) - Philippe Pirotte (seit 2014, Rektor 2014–2020) - Yasmil Raymond (Rektorin 2020–2024) - Tobias Rehberger (seit 2001) - Gerhard Richter (1988–1989) - Ulrich Rückriem (1988–2002) - Willi Schmidt (1952–1982) - Johannes Schreiter (1963–1987) - Monika Schwitte (1999–2004) - Amy Sillman (2015–2020) - Simon Starling (2003–2013) - Wolfgang Tillmans (2003–2013) - Martha Rosler (2005–2009) - Peter Weibel (1989–1994, Direktor Institut für Neue Medien) - Franz West (1992–1994) - Mark Wigley (2006, 2009, 2012) - Albert Windisch (c. 1925–1955) - Haegue Yang (seit 2017) - Heimo Zobernig (1999–2000) |

## Absolventen (Auswahl)
| - August Weber (1817–1873), Maler - Johannes Deiker (1822–1895), Maler - Paul Weber (1823–1916), Maler, Studium 1842–1844 - Friedrich Schierholz (1840–1894), Bildhauer - Johann Georg Mohr (1864–1943), Maler - Melchior Kern (1872–1947), Maler - Alfred Oppenheim (1873–1953), Maler - Karl Friedrich Lippmann (1883–1957), Maler - William Ohly (1883–1955), Bildhauer - Paul Kratz (1884–1958), Bildhauer - Heinrich Will (1895–1943), Maler (Studium 1920–1925) - Friedrich Ludwig (1895–1970), Maler - Hans Erwin Steinbach (1896–1971), Maler - Elisabeth Hase (1905–1991), Fotografin (Studium 1924–1929) - Hertha Nehve (1905–?), Aquarellistin (Studium 1928–1931) - Karl Heidelbach (1923–1993), Maler (Studium 1944–1945) - Marta Hoepffner (1912–2000), Fotografin (Studium 1929–1933) - Walter Neuhäusser (1926–2021), Architekt (Abschluss 1954) - Göta Tellesch (1932–2013), Malerin (Studium 1954) - Franz Erhard Walther (* 1939), Bildhauer und Konzeptkünstler (Studium 1959–1961) - Edgar Diehl (* 1950), Maler (Studium 1972–1978) - Georg Hüter (* 1948), Bildhauer (Studium 1973–1978) - Karl-Martin Hartmann (* 1948), Glasmaler, Maler und Fotograf (Studium 1979–1985) - Doris Conrads (* 1949), Malerin und Fotografin (Studium 1973–1979) - Gerald Domenig (* 1953), Künstler (Studium 1974–1978) - Ottmar Hörl (* 1950), Künstler (Studium 1975–1979) - Volker Steinbacher (* 1957), Maler, Grafiker und Konzeptkünstler (Studium 1976–1982) - Ulrich Diekmann (* 1954), Maler und Videokünstler (Studium 1977–1983) | - Donald Baechler (1956–2022), Künstler (Studium 1978–1979) - Fides Becker (* 1962), Malerin (Studium 1981–1985) - Kerstin Jeckel (* 1960), Malerin (Studium 1983–1989) - Michael Kalmbach (* 1962), Maler und Bildhauer (Studium 1983–1989) - Marko Lehanka (* 1961), Bildhauer (Studium 1985–1990) - Schneider + Schumacher, Architekten (Studium 1986–1988) - Tobias Rehberger (* 1966), Bildhauer (Studium 1987–1993) - Helga Fanderl (* 1947), Filmemacherin (Studium 1987 bis 1992) - Tamara Grcic (* 1964), Foto- und Videokünstlerin (Studium 1988–1993) - Bernd Mey (* 1961), Architekt (Studium 1989–1991) - Martin Liebscher (* 1964), Fotograf und Fotokünstler (Studium 1990–1995) - Thomas Draschan (* 1967), Videokünstler (Studium 1992–1998) - Thomas Zipp (* 1966), Maler und Bildhauer (Studium 1992–1998) - Florian Waldvogel (* 1969), Kurator (Studium und Assistent des Rektors 1993 bis 1998) - Haegue Yang (* 1971), Installationskünstlerin (Studium 1994–1999) - Sergei Jensen (* 1973), Maler und Installationskünstler (Studium 1996–2002) - Stefan Müller (* 1971), Künstler (Studium 1996–2001) - Michael Riedel (* 1972), Konzeptkünstler (Studium 1996–2000) - Michael Beutler (* 1976), Bildhauer und Installationskünstler (Studium 1997–2003) - Shannon Bool (* 1972), Künstlerin (Studium 2001–2004) - Nora Schultz (* 1975), Installationskünstlerin (Studium 1998–2005) - Tomás Saraceno (* 1973), Künstler (Studium 2001–2003) - Anne Imhof (* 1978), Performance-Künstlerin (Studium 2008–2012) - Simon Denny (* 1982), Installationskünstler (Studium 2007–2009) - Yevgeniy Breyger (* 1989), Lyriker (Studium 2016–2018) - Thomas Zach (* 1922–2016), Maler, Bildhauer (Studium 1947–1954) |

## Belege
1. ↑  Hessisches Ministerium für Wissenschaft und Forschung, Kunst und Kultur: Glückwunsch an Prof. Dr. Barbara Clausen zur Wahl als Rektorin der Städelschule. Abgerufen am 18. September 2024.
2. ↑  Statistischer Bericht – Statistik der Studierenden – Sommersemester 2023, Tabelle 21311-07. (XLSX; 1,1 MB) Statistisches Bundesamt, abgerufen am 19. April 2024.
3. 1 2  Statistischer Bericht – Statistik des Hochschulpersonals 2022, Tabelle 21341-10. (XLSX; 1,5 MB) Statistisches Bundesamt, abgerufen am 19. April 2024.
4. ↑  Die Städelschule Frankfurt am Main von 1817 bis 1995: Stiftungs-Brief des Städelschen Kunstinstituts, enthalten im Testament von Johann Friedrich Städel vom 15. März 1815. Hrsg.: Hubert Salden. Verlag Hermann Schmidt, Mainz 1995, ISBN 3-87439-333-X, S. 193 f.
5. ↑  Karl Simon: Die Anfänge des Städelschen Kunstinstituts unter Philip Veit (Winter 1830/31). In: Im Frankfurter Raum. 1, 1931, S. 29 f.
6. ↑  Hubert Salden (Hrsg.): Die Städelschule Frankfurt am Main 1817 bis 1995. Hermann Schmidt, Mainz 1995, ISBN 3-87439-333-X, S. 154 (dort Hinweis auf Amtsblatt).
7. ↑  Michael Hierholzer: Nikolaus Hirsch wird neuer Rektor der Städelschule. In: Frankfurter Allgemeine Zeitung. 21. April 2010 (faz.net).
8. ↑  Florian Balke: Vernetzt in aller Welt – Philippe Pirotte ist neuer Rektor der Städelschule. In: Frankfurter Allgemeine Zeitung. 23. Oktober 2013, S. 39.
9. ↑  Frankfurter Allgemeine Zeitung: Städelschul-Rektorin Yasmil Raymond tritt zurück. Abgerufen am 13. Mai 2024.
10. ↑  Hessisches Ministerium für Wissenschaft und Forschung, Kunst und Kultur: Glückwunsch an Prof. Dr. Barbara Clausen zur Wahl als Rektorin der Städelschule. Abgerufen am 18. September 2024.
11. ↑  Claus-Jürgen Göpfert: Kunsthochschule in Frankfurt: Land Hessen übernimmt Städelschule. In: Frankfurter Rundschau. (fr-online.de [abgerufen am 3. März 2016]).
12. ↑  Impressum – Städelschule. Abgerufen am 27. August 2024.
13. ↑  2013 Power 100 – This year’s most influential people in the contemporary artworld. Art Review, archiviert vom Original (nicht mehr online verfügbar) am 29. November 2014; abgerufen am 20. September 2016.  Info: Der Archivlink wurde automatisch eingesetzt und noch nicht geprüft. Bitte prüfe Original- und Archivlink gemäß Anleitung und entferne dann diesen Hinweis.

Koordinaten: 50° 6′ 8″ N, 8° 40′ 30″ O